# Rue Prince-Arthur
La rue Prince-Arthur est une voie de Montréal. 

## Situation et accès
Orientée est-ouest cette rue se trouve dans l'arrondissement du Plateau-Mont-Royal. À noter qu'il existe d'autres tronçons dans le quartier de Pointe-aux-Trembles.
Elle croise le boulevard Saint-Laurent, un peu au nord de la rue Sherbrooke. La section de la rue Prince-Arthur à l'est du boulevard et jusqu'au parc du carré Saint-Louis est piétonne. Il s'y trouve beaucoup de restaurants et quelques boutiques, bars et cafés. Sa vocation est touristique durant la saison estivale.
La section de la rue à l'ouest du boulevard Saint-Laurent n'est pas piétonne. Elle rejoint le campus (centre-ville) de l'Université McGill, une rue au nord du portail Milton.

## Origine du nom
Cette rue rend honneur à Arthur de Connaught et Strathearn (1850-1942), troisième fils de la reine Victoria et gouverneur général du Canada (de 1911 à 1916), qui vient de rejoindre le 1er bataillon des fusiliers à Montréal, en août 1869.

## Historique
On désigne cette voie, « rue Prince-Arthur », en septembre 1890.

## Bâtiments remarquables et lieux de mémoire
- Complexe La Cité
- Café Campus

## Source
- Ville de Montréal. Les rues de Montréal. Répertoire historique. Montréal, Éd.Méridien, 1995.